# Hugues Van Holderbeke
Hugues Van Holderbeke (Gent, 2 mei 1996) was een Belgische turner. Hij was viervoudig Belgisch kampioen tumbling, 2013, 2014, 2015 en 2016.

## Biografie
Zijn eerste succes behaalde hij bij de junioren: in 2013 won hij een gouden medaille tijdens het Belgisch kampioenschap tumbling in Mortsel en haalde hij een totaalscore van 63,100. Hetzelfde jaar werd hij 14de op het W.A.G.C. (world age group competition) in Bulgarije, Sofia.
In 2014 werd hij opnieuw Belgisch kampioen maar dan bij de senioren en behaalde hij zijn selectie voor het W.A.G.C. in Florida. Een breuk aan het enkelbeen zorgt er in augustus 2014 voor dat hij zijn deelname aan deze internationale competitie moet annuleren.
Op 26 april 2015 verlengt Hugues zijn Belgische titel voor de 3e keer op rij, dit doet hij met een totaalscore van 62.700. Op deze wedstrijd behaalde hij eveneens zijn selectie voor de deelname aan de World Cup die plaatsvond op 9 en 10 oktober 2015 in Mouilleron le Captif, Frankrijk. Na een geslaagde eerste reeks kwam Hugues bij zijn schroefreeks ongelukkige terecht bij de landing met als gevolg dat hij slechts een 23e plaats behaalde op de wereldranglijst.
In 2016 wist Hugues voor een laatste keer zijn belgische titel te verlengen.

## Persoonlijk
Hugues Van Holderbeke heeft zijn diploma van het secundair onderwijs behaald aan het Nieuwen Bosch Humaniora Gent. In 2018 behaalde hij zijn bachelordiploma Sport en Bewegen aan de Howest te Brugge. 
Heden is Hugues eigenaar van Art Of Training. Een Personal Trainingszaak gelegen in Sint-Denijs-Westrem. 

## Palmares

### Internationaal
W.A.G.C.
- 2013- 14de plaats op Wereldranglijst Junioren tumbling in Sofia

Belgisch kampioenschap
- 2012 -  Zilver bij de junioren tumbling in Eksel
- 2013 -  Goud bij de junioren tumbling in Mortsel
- 2014 -  Goud bij de senioren tumbling in Hechtel-Eksel
- 2015 -  Goud bij de senioren tumbling in Deinze
- 2016 -  Goud bij de senioren tumbling

Vlaams kampioenschap
- 2012 -  Brons bij de junioren tumbling in Ingelmunster
- 2013 -  Brons bij de junioren tumbling in Schelle
- 2014 -  Goud bij de senioren tumbling in Herentals
- 2015 -  Brons bij de senioren tumbling in Hechtel-Eksel

Oost-Vlaams kampioenschap
- 2012 -  Goud bij de junioren tumbling in Sint-Gillis-bij-Dendermonde
- 2013 -  Zilver bij de junioren tumbling in Oostakker
- 2014 -  Goud bij de senioren tumbling in Petegem-Aan-De-Leie
- 2015 -  Goud bij de senioren tumbling in Eeklo